# Dajr al-Balah
Dajr al-Balah (arabsky دير البلح, doslova Klášter datlové palmy) je město v Pásmu Gazy a hlavní město governorátu Dajr al-Balah. Nachází se přibližně 14 km jihovýchodně od Gazy. Populace města v roce 2007 byla 54 439. Město absorbovalo uprchlický tábor Dajr al-Balah, který ale není jeho součástí a má asi 12 000 obyvatel. Nedaleko od města se pak nacházejí ještě lidnatější uprchlické tábory Nusejrat, Burejdž a Maghází.